# St. Magdalena (Linz)
St. Magdalena ist ein nördlich der Donau gelegener Stadtteil von Linz in Oberösterreich. St. Magdalena war bis zu seiner Eingemeindung nach Linz im Jahr 1938 eine eigene Gemeinde. Der Stadtteil besteht seit 2014 aus den statistischen Stadtteilen St. Magdalena und Dornach-Auhof.
Der Stadtteil vor der Reform hatte 17.402 Einwohner (2006) und folgenden Konskriptionsortschaften: Auhof, Dornach, Elmberg, Furth, Haselgraben, Katzbach, Maderleiten, Obersteg, St. Magdalena und Unterstein. Auf in etwa diesem Gebiet liegt die Katastralgemeinde Katzbach.

## Topographie
Der Süden des Stadtteils mit den Ortschaften Ober- und Untersteg, Dornach, Furth und Katzbach ist flaches Schwemmland, das früher oft von Donauhochwassern betroffen war. Die nördlichen Ortschaften liegen auf den Ausläufern des Mühlviertler Hügellandes. Im Westen bildet der Haselgraben die Grenze zur Nachbargemeinde Lichtenberg und dem Nachbarstadtteil Pöstlingberg.

## Geschichte
Die Siedlung wurde um 1110 erstmals schriftlich erwähnt und ursprünglich „Haselbach“ genannt. Der heutige Name, der von der Kirche St. Magdalena auf dem Magdalenaberg stammt, ist erstmals 1482 nachweisbar und verdrängte im 17. Jahrhundert endgültig die alte Bezeichnung Haselbach. Vor der Erhebung zur Pfarrkirche im Jahr 1858 gehörten die nördlich gelegenen Ortschaften größtenteils zur Pfarre Gallneukirchen, jene im Flachland zu Puchenau. 1824 zählte St. Magdalena 24 Häuser.
Am 21. Juli 1832 eröffnete das Kaiserpaar Franz I. und Karoline Auguste in Linz-St.Magdalena die erste Schienenbahn des europäischen Festlandes, die Pferdeeisenbahn zwischen Linz und Budweis, deren ehemalige Trasse mit mehreren Brückenbauwerken teilweise bis heute erhalten ist. 1835 wurde der Friedhof St. Magdalena neu angelegt. Im Zuge der Festlegung der Gemeindegrenzen wurde 1851 die Gemeinde Katzbach gegründet, 1875 erfolgte ein Zusammenschluss mit der bisher selbständigen Gemeinde Pöstlingberg und Lichtenberg, welche allerdings 1885 wieder rückgängig gemacht wurde, worauf unter Miteinbeziehung der zuvor zu Altenberg gehörigen Ortschaften Auhof, Elmberg und Maderleiten die Ortsgemeinde St. Magdalena entstand.

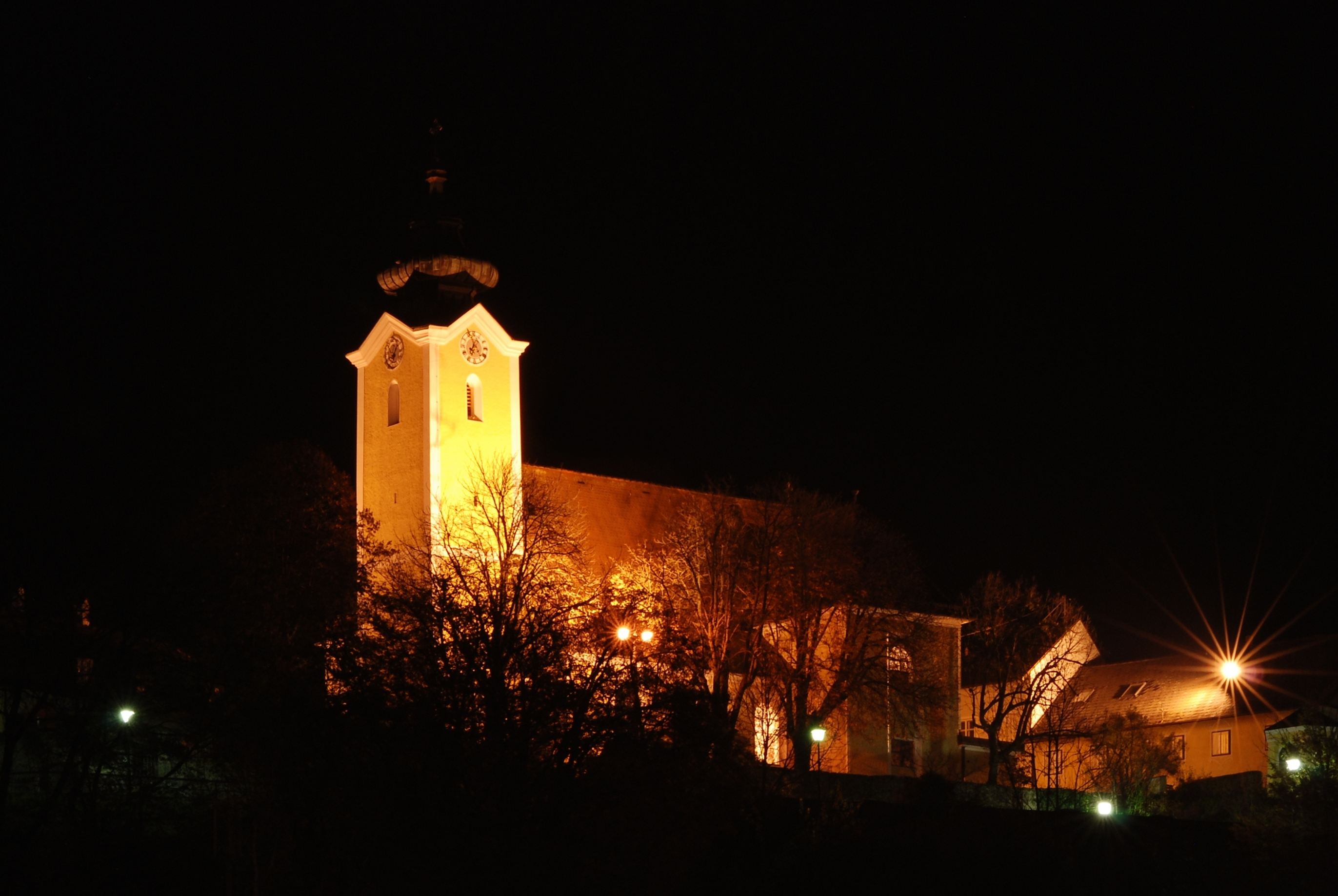
Römisch-katholische Pfarrkirche St. Magdalena, die dem Stadtteil seinen Namen verlieh

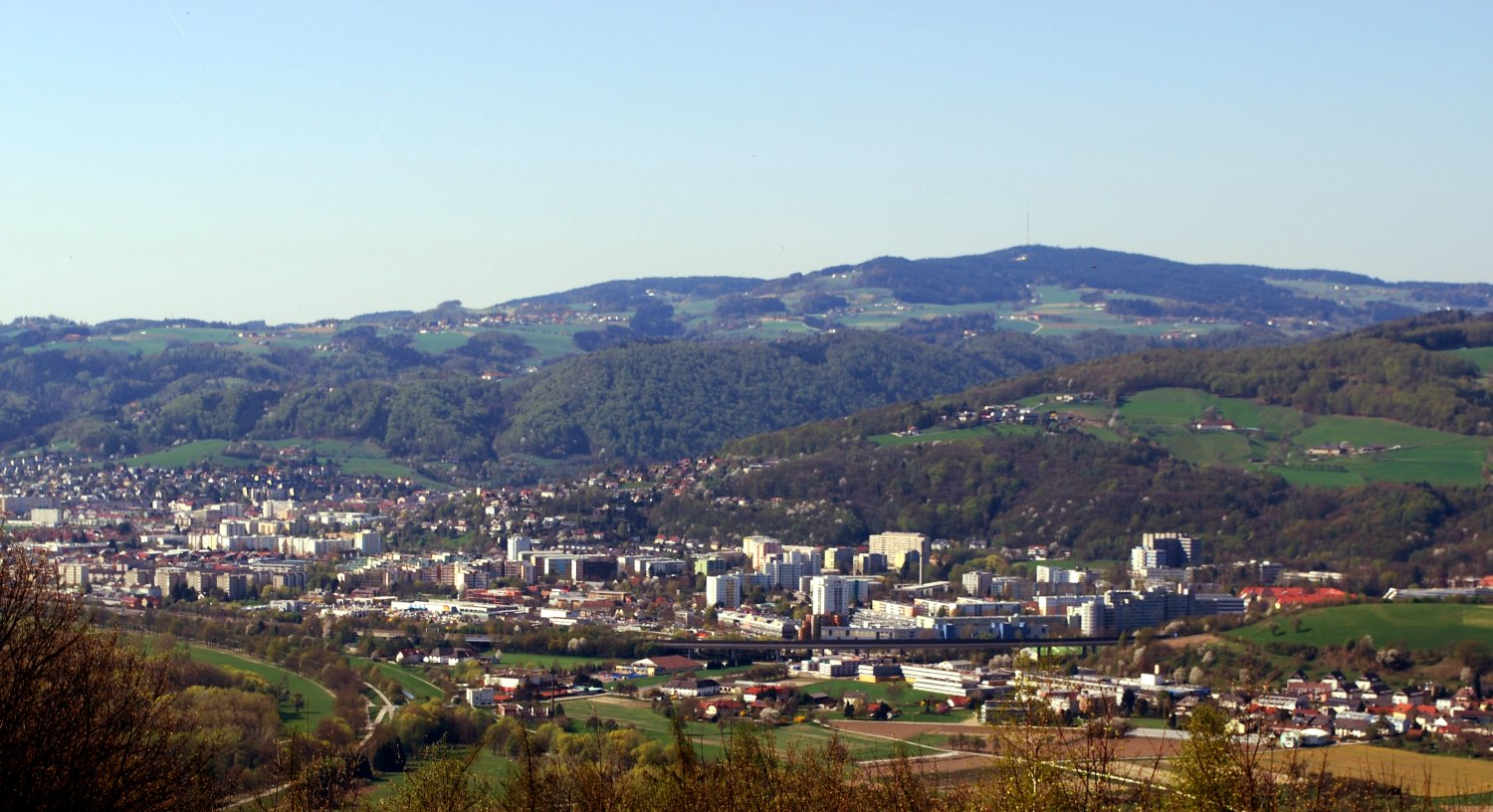
Panorama des Stadtteils St. Magdalena

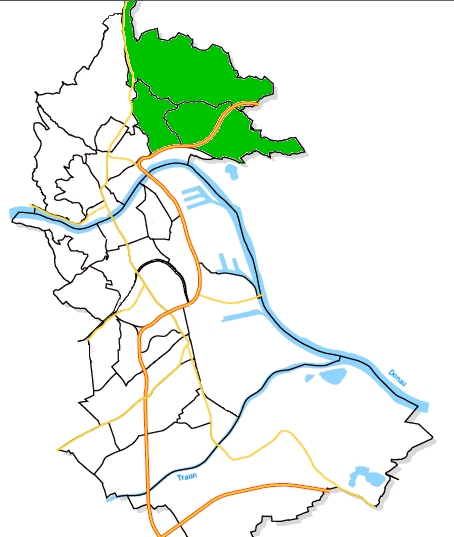
St. Magdalena als Stadtteil vor 2014

Im Jahre 1910 zählte St. Magdalena 2488 Einwohner, in der Ortschaft Steg entwickelte sich das Wäschereigewerbe an den Bächen wegen deren vorteilhaft weichen Wassers, worauf auch die Bevölkerung anwuchs. Es bildeten sich zunehmend Interessenskonflikte zwischen Steg und dem nach wie vor weitestgehend landwirtschaftlich strukturierten St. Magdalena. 1913 wurde das erste Postamt im verkehrsgünstig gelegenen Steg eröffnet. Am 1. November 1938 wurde St. Magdalena schließlich nach Linz eingemeindet. Noch im gleichen Jahr wurde die Infanteriekaserne Auhof am Aubrunnerweg errichtet. In der Nähe, östlich der der heutigen Johann-Wilhelm-Klein-Straße, wurde das „Städtische Arbeiterlager Dornach“ für „Fremdarbeiter“ und Kriegsgefangene errichtet. Südlicher der heutigen Galvanistraße befand sich das „Städtische Arbeiterlager Schlantenfeld“. Von August 1945 bis 1955 befand sich das Gebiet in der sowjetischen Besatzungszone. Die Kaserne wurde von den Sowjets weiterbenützt, das Umland diente als Truppenübungsplatz. 1954 zerstörte das Donauhochwasser die Siedlung Heilham und richtete in den Ortschaften Steg, Dornach und Furth schwere Schäden an.
Nach Abzug der Sowjets wurde mit den Planungen zur Errichtung der Hochschule auf den Gründen um Schloss Auhof begonnen. 1966 erfolgte die Eröffnung. Das übrige Stadtteilgebiet wurde als künftiges Wohnviertel für 15.000 Einwohner konzipiert, wobei die ersten Siedlungsbauten (an der Mengerstraße und nordöstlich der Dornacher Straße) schon Mitte der 1960er Jahre fertiggestellt wurden, wozu die Pfarrkirche Heiliger Geist zählte. Fortan entwickelte sich der Stadtteil zu einem der begehrtesten Linzer Wohngebiete. Die Bautätigkeit endete vorerst mit dem zwischen 1976 und 1980 entstandenen Demonstrativprojekt Biesenfeldsiedlung in Dornach, bei dessen Entstehung Bewohnerbeteiligung von Anfang an ermöglicht wurde. Die Autoabstellplätze dieser etwa 680 Wohnungen sind in Tiefgaragen unter den begrünten sechseckigen Innenhöfen untergebracht.
Erst Mitte der 1990er Jahre entstand mit der Verbauung des Auhoffeldes der jüngste Teil des heutigen Universitätsviertels Dornach-Auhof. Von den alten Ortschaften weist einzig Katzbach bis heute noch das ursprüngliche Ortsbild auf, während Steg und St. Magdalena stark verändert und Furth durch den Bau der A7 teilweise zerstört wurde. Den restlichen Bauernhäusern des alten Ortes Dornach droht in den nächsten Jahren teilweise der Abbruch.
Mit der Reorganisation der Statistischen Stadtteile 2014 wurde Dornach-Auhof von St. Magdalena abgetrennt und bildet nunmehr einen eigenen Stadtteil.

### Bürgermeister von St. Magdalena
- 1893–1904 Johann Sonnberger
- 1904–1913 Karl Hofer
- 1913–1919 Alois Grubauer
- 1919–1921 Josef Leidl
- 1921–1922 Johann Auinger
- 1922 Franz Felbermair
- 1922–1924 Alois Kainrath
- 1924–1938 Peter Hofbauer, CS
- 1938 Maximilian Traunmüller, NSDAP

Am 1. November 1938 wurde durch die Nationalsozialisten die Gemeinde St. Magdalena nach Linz eingemeindet.

## Sehenswürdigkeiten
- Die alte Linde neben der Kirche wurde schon 1300 als kräftiger Baum erwähnt. Im Jahr 1500 wurde sie bereits als Altertum bezeichnet. Sie ist auf mehreren Gemälden zu sehen, zum Beispiel anlässlich der Eröffnung der Pferdeeisenbahn 1832. Noch heute ziert die Linde den Garten hinter dem ehemaligen Gasthaus.
- Im statistischen Bezirk Dornach-Auhof befindet sich die Johannes Kepler Universität.
- Die alte Pferdeeisenbahntrasse findet sich in der Pferdebahnpromenade
- Das Biologiezentrum der Stadt Linz in der Johann-Wilhelm-Klein-Straße

## Sonstiges
Die Einwohner von St. Magdalena heißen Magdaleninger.